# Вірменська церква Сурб Саргис
Вірменська церква Сурб Саргис (вірм. Սուրբ Սարգիս եկեղեցի, святого Сергія) — культова споруда, розташована в низовині села Тополівка, Білогірського району, Автономної Республіки Крим, ліворуч від траси Сімферополь — Феодосія. Будівництво храму датують XIV—XV століттям, як підтвердження існування в цей період багатотисячної вірменської спільноти Криму.

## Згадки про храм в історичних джерелах
Достеменний вигляд храму в часи, коли там проводилися богослужіння, в жодній з історичних згадок не зазначений. Так, в своїх спогадах, датованих 1841 роком, архиєписком Гавриїл вказує, що в селі Толпу (Толпи, Топти)залишилися лише 2 церкви, від однієї з яких можна побачити лише частини фундаменту. Отже вже в середині ХІХ століття церква знаходилася в руїнах.
Щодо дати початку занепаду і причин руйнування храму найбільш ймовірним слід вважати виселення християнського населення Криму 1778 року в Приазов'я. Покинуті господарями будівлі, як зазначено в праці Юліана Андрійовича Кулаковського «Прошлое Тавриды: Краткий исторический очерк» були розібрані місцевими землевласниками на каміння.
Опісля, було ще декілька спроб дослідження церкви вже в ХХ столітті. Зокрема, зустрічаються спогади про топозйомку 1954 року та схематичні обміри пам'ятки архітекторами Олександровою та Биковою 1958 року. Більш детальні дослідження свого часу проводилися істориком архітектури Оганесом Халпахчяном, але результати і досі повністю не опубліковані. Загальні ж уявлення про особливості побуту храмового подвір'я та архітектури вірменських церков вчений відобразив в своїй статті «Данные о неизвестном армянском монастыре в Кафе» на прикладі монастиря ім. Ованеса.

## Особливості архітектури пам'ятки
Будівля храму святого Сергія (Сурб Саргиса) — однонефна зальна церква з напівкруглою зсередини та зовні вівтарною частиною (апсидою), що виступає за межі базиліки. Приміщення мало купольне перекриття з трьома підпружними арками різновіддалених одна від одної, які підтримували склепіння, мали стрільчастий контур та за опору мали різьблені кронштейни. Стіни церкви зведені з вапнякових блоків та пісковику на вапняному розчині. кути церкви викладені з каміння. Освітлення потрапляло до базиліки через 2 вікна, що розміщені повздовж будівлі: велике прямокутне вікно в центрі західної стіни та витягнуте аркове вікно в середині вівтарної частини. В храмі налічується п'ять ніш, дві з яких розташовані у вівтарній частині (вимі) та три — в залі.
Площа будівлі становить близько 50 кв.м. Довжина храму по зовнішньому контуру 1, 8 м без виступаючої апсиди, та 14, 7 м — з вівтарем. Ширина — 7 м. Висота стін, що збереглися — 4,2 — 4,25 м. Розміри церкви з середини: довжина — 12,05 м, ширина — 5,05 м, радіус вівтаря — 1,8 м.
11 липня 1974 року рішенням № 261 виконавчого комітету Білогірського району Ради депутатів працівників Кримської області територію храму взято під охорону [3].